# Dichromanthus
Dichromanthus – rodzaj roślin z rodziny storczykowatych (Orchidaceae). Obejmuje 4 gatunki występujące w Ameryce Północnej i Środkowej w takich krajach i regionach jak: Salwador, Gwatemala, Honduras, Meksyk, Arizona i Teksas w Stanach Zjednoczonych.

## Systematyka
Rodzaj sklasyfikowany do podplemienia Spiranthinae w plemieniu Cranichideae, podrodzina storczykowe (Orchidoideae), rodzina storczykowate (Orchidaceae), rząd szparagowce (Asparagales) w obrębie roślin jednoliściennych.
Wykaz gatunków
- Dichromanthus aurantiacus (Lex.) Salazar & Soto Arenas
- Dichromanthus cinnabarinus (Lex.) Garay
- Dichromanthus michuacanus (Lex.) Salazar & Soto Arenas
- Dichromanthus yucundaa Salazar & García-Mend.